# Masicera nitida
Masicera nitida là một loài ruồi trong họ Tachinidae.